# Wilhelm Hasselmann
Wilhelm Hasselmann (ur. 25 września 1844 roku w Bremie; zm. 25 lutego 1916 r. w Nowym Jorku) – niemiecki, socjalistyczny polityk i redaktor socjaldemokratycznych gazet.
Studiował na politechnice w Hanowerze. Należał do Powszechnego Związku Robotniczego oraz Socjaldemokratycznej Partii Robotniczej Niemiec, a później do SPD. W latach 1874–1877 oraz 1878-1880 zasiadał w Reichstagu. Współpracował z Johannem Mostem. Stale krytykował Bismarcka. Jego rządy określał mianem "Kanzlerdiktatur". Głosił też pochwałę rosyjskich rewolucjonistów – narodników. Redagował naczelne pismo lassalczyków „Neuer Social-Demokrat".
Z powodu głoszenia skrajnie lewicowych oraz anarchistycznych poglądów został w 1880 roku wykluczony z szeregów partii. W czasie represji Bismarcka przeciwko socjalistom wyemigrował do USA.